# 平乐镇 (洛阳市)
平乐镇，是中国河南省洛阳市孟津县下属的一个镇，撤乡建镇前为“平乐乡”。位于孟津县东南角，距洛阳市区仅3公里，北接会盟镇，南接洛龙区白马寺镇，西接朝阳镇和送庄镇，东临偃师市，总面积63.8平方公里，辖20个行政村，人口约5.1万。平乐镇辖平乐、东赵、象庄、尤村、翟泉、金村、上屯、朱家仓、天皇岭、张家凹、丁家沟、上古、张盘、新庄、后营、太仓、马村、刘坡、东吕庙19个行政村。

## 历史
平乐乡位于孟津县境东南，东与偃师县为邻，西与送庄乡、朝阳乡相连，南临白马寺，北接老城乡。东西长约10公里，南北宽9公里，总面积63.8平方公里，占全县总面积的8.4%。地势北高南低，北为丘陵，南为平原。乡政府驻地平乐村，距县城21公里、洛阳市12公里。东汉明帝永平五年（62年），为迎西域入贡的飞廉、铜马，筑平乐观，并作为观兵场所，观下建平乐馆，平乐村由此得名。魏曹植诗有“归来宴平乐，美酒斗十千”之句。
1948年前平乐乡隶属洛阳县为平乐区，下设15个保。1948年解放后，为洛阳第三区，区政府设在凤凰台村，1949年迁至平乐村，全区下设29个乡。1952年划第三区北部为洛阳县第十一区，区政府设在凤凰台村。1955年撤销洛阳县制，该区划归孟津县，后改为平乐中心乡。1958年，成立人民公社，平乐乡和送庄乡合并为平乐人民公社，1961年改为平乐区，下辖送庄、朱仓、刘坡、平乐4个公社，1962年撤销区，送庄公社单独建社，其它3个公社合并为平乐公社。1984年改公社为乡，全乡19个行政村，自然村34个，236个村民组，9644户，44344人。其中蒙古族3人，回族8人，壮族21人，侗族、白族、土家族各1人，其余为汉族。1985年末全乡耕地71438亩，人均1.6亩。1993年9月，经河南省人民政府批准，撤乡建镇，更名平乐镇。
建国前平乐乡的主要集贸市场是象庄村和金村。平乐村原无集、无庙会，但市面上花行、粮行、布行、肉铺、京货店一应俱全，十分兴隆。建国后，由于乡政府设在平乐村，商业更加繁荣。供销社设有百货、布匹、针织、杂货、五金、收购、文化用品、理发、摄影等门市部及食堂、旅社。金村、翟泉、张盘、耀店、刘坡、上古、朱仓、象庄、邙山车站设有综合门市部。1979年以来，随着改革、开放、搞活政策的贯彻，平乐已成为一个集贸市场，除供销社经营的各项服务行业外，还有乡办商店6个，联营商店4个，个体商店200个。

## 地理
地理位置优越，交通条件便利。平乐镇位于洛阳市北，距洛阳市区仅3公里，处于洛阳市“半小时经济圈”内。境内国道、省道集中，东靠207国道，西有洛常公路，北临新310国道。二广高速、连霍高速穿境而过，区域内有洛阳东和孟津县两个下道口。陇海铁路、焦枝铁路交叉运行，孟津火车站坐落于镇内新庄村，构筑成四通八达的交通网络。

## 文化
提起孟津县平乐镇，最为人熟知的就是当地人民对于牡丹画创作的喜爱和发展，这一特有的民风民俗也为平乐镇赢得了书画之乡的美誉。 2015年，平乐镇牡丹画产业发展进入新阶段，镇里全力打造的牡丹画创意产业园区基础设施得到进一步完善，“AAA”级景区旅游环境得到进一步优化，园区内整体服务质量得到进一步提升。在去年全年，创意产业园区先后举办“中国·平乐2015年度农民牡丹画作品展”和“中国·平乐第五届农民画邀请展”，吸引打拼牡丹画爱好者和游客到景区参赛、展览，全年园区共销售牡丹画40余万幅，销售金额达1亿元以上，并代表洛阳市迎接来自全省文化产业园区观摩，成为文化产业园区发展中的佼佼者。